# Andherson Lustoza de Souza
 (février 2022).
Si vous disposez d'ouvrages ou d'articles de référence ou si vous connaissez des sites web de qualité traitant du thème abordé ici, merci de compléter l'article en donnant les références utiles à sa vérifiabilité et en les liant à la section « Notes et références ».
Andherson Lustoza de Souza, né le 3 novembre 1969 à Cachoeiro de Itapemirim au Brésil, est un prêtre catholique nommé évêque auxiliaire de l'archidiocèse de Vitória le 22 décembre 2021.

## Biographie
Anderson Franklin Lustoza de Souza est né à Cachoeiro de Itapemirim, dans l'état de Espírito Santo, le 3 novembre 1969. Il est le fils d'Adelcio Louzada de Souza et de Maria Angelica Hemerly Lustoza de Souza. Il a un frère, Alessandro Lustoza de Souza et une sœur Sheila Mayra Lustoza Lovatti.
Il est entré au séminaire du Bon Pasteur du diocèse de Cachoeiro de Itapemirim pour étudier la propédeutique et la philosophie en février 1992. Il a terminé son cours de philosophie en 1995 et a été diplômé de l'université pontificale catholique du Minas Gerais de Belo Horizonte.
Ensuite, il intègre le séminaire [aint Jean-Marie Vianney à Vitória, et afin d'étudier la théologie il entre à l'IFTAV (Institut de philosophie et de théologie de l'archidiocèse de Vitória), dont il sort diplômé en 1999.
Par ailleurs, il est ordonné diacre en la paroisse Notre-Dame du Rosaire à Ibatiba le 18 décembre 1999. Le 25 mars 2000, il est ordonné prêtre à Cachoeiro de Itapemirim.
Administrateur paroissial à la paroisse Sant'Ana d'Apiaca jusqu'en septembre 2001, il part à Rome étudier la théologie biblique à l'université pontificale grégorienne. En 2004, le Master conclu, il commence un doctorat, qu'il obtient en 2009.
De retour au Brésil, il devient vicaire paroissial du "Sagrado Coração de Jesus" d'Itaipava de 2009 à 2016. De 2016 à 2021, il est vicaire paroissial de la paroisse "Nosso Senhor dos Passos" de Cachoeiro de Itapemirim.
Parallèlement, depuis son retour (2009), il est professeur de théologie biblique à l'IFTAV (Institut de philosophie et de théologie de l'archidiocèse de Vitória, aujourd'hui Institut interdiocésain de philosophie et de théologie). Il est aussi professeur à l'Institut théologique Dom Hermínio Malzone Hugo, du diocèse de Governador Valadares, et professeur à l'école diaconale Santo Estevão, à Cachoeiro de Itapemirim.
Dans le diocèse de Cachoeiro de Itapemirim, il a été coordinateur pastoral diocésain de 2016 à 2021 et conseiller diocésain pour l'initiation à la vie chrétienne de 2019 à 2021. Puis il devient membre du Conseil des formateurs, responsable de la formation pastorale du grand séminaire et membre du Conseil sacerdotal et du collège des consultants. Dans les régions orientales 2 et 3, il a assumé certains services, tels que : représentant des coordinateurs pastoraux diocésains de 2017 à 2021; conseiller théologique pour l'initiation à la vie chrétienne de la région de l'Est 3.
Nommé évêque auxiliaire de l'archidiocèse de Vitória le 22 décembre 2021 par le pape François, il est consacré le 19 février 2022.